# Fortaleza amurallada
Fortaleza amurallada (Árabe: القلعة الحصينة Al-Qala-ah Al-Hasinah) es la tercera de las cuatro novelas escritas por el dictador iraquí Sadam Huseín. El libro es de cargado contenido político. Tiene 713 páginas y se publicó en 2001. Es otro trabajo alegórico y versa sobre la boda entre un héroe iraquí, que luchó en la guerra contra Irán, con una chica kurda.
Hay tres personajes principales: los dos hermanos Sabah y Mahmud, de una zona rural a las orillas del río Tigris, y una joven llamada Shatrin de Solimania. Los tres van a la misma universidad en Bagdad.
Sabah es un héroe de guerra de los días de la batalla de al-Qādisiyyah (guerra entre Irán e Irak), durante la cual fue herido en la pierna y hecho prisionero de guerra en Irán, de donde finalmente logró escapar con unos pocos amigos.
Shatrin de Solimania es el representante de los kurdos.
El poder de la «Fortaleza amurallada» (una referencia a Irak) radica en su unidad; a pesar de las propuestas para dividir la propiedad, la madre del héroe se niega. También afirma que no se puede comprar con dinero: «Solo quienes le dan su sangre y lo defienden son sus legítimos dueños».